# Прапор АСЕАН
Прапор Асоціації держав Південно-Східної Азії — один з офіційних символів Асоціації держав Південно-Східної Азії (АСЕАН). Він складається з офіційної емблеми АСЕАН на синьому фоні.

## Дизайн
На блакитному фоні десять стебел рису або рису намальовані в середині червоного кола з білим колом.
Кольори прапора вказані наступним чином:
| Схема   | Синій         | Червоний        | Жовтий                 | Білий       |
| ------- | ------------- | --------------- | ---------------------- | ----------- |
| Pantone | Pantone 286   | Pantone Red 032 | Pantone Process Yellow |             |
| RGB     | 34-85-158     | 227-49-49       | 248-244-0              | 255-255-255 |
| Hex     | #22559E       | #E33131         | #F8F400                | #FFFFFF     |
| CMYK    | 100, 60, 0, 6 | 0, 91, 87, 0    | 0, 0, 100, 0           | 0, 0, 0, 0  |

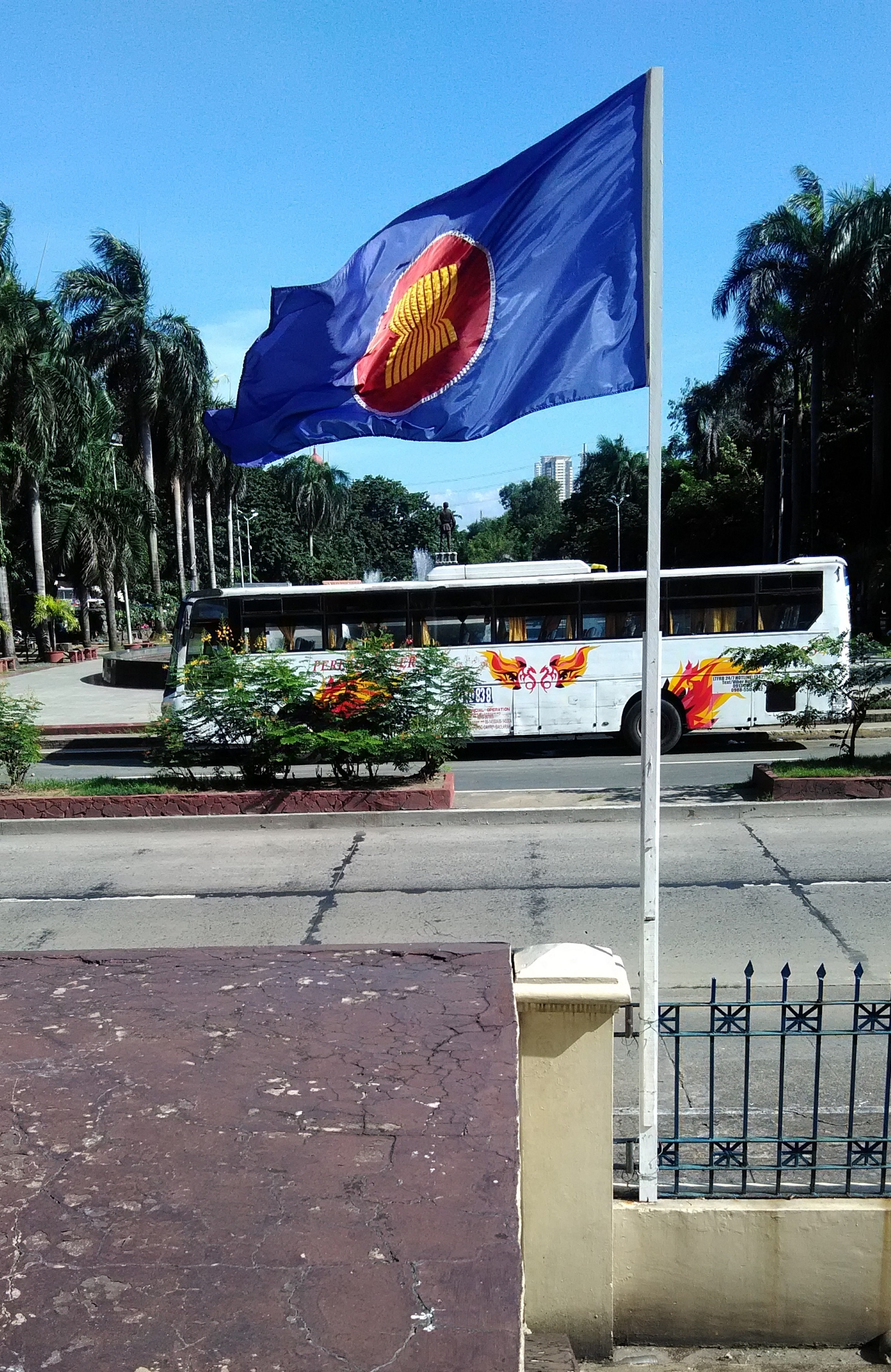
Прапор АСЕАН перед будівлею Центрального поштамту в Манілі.

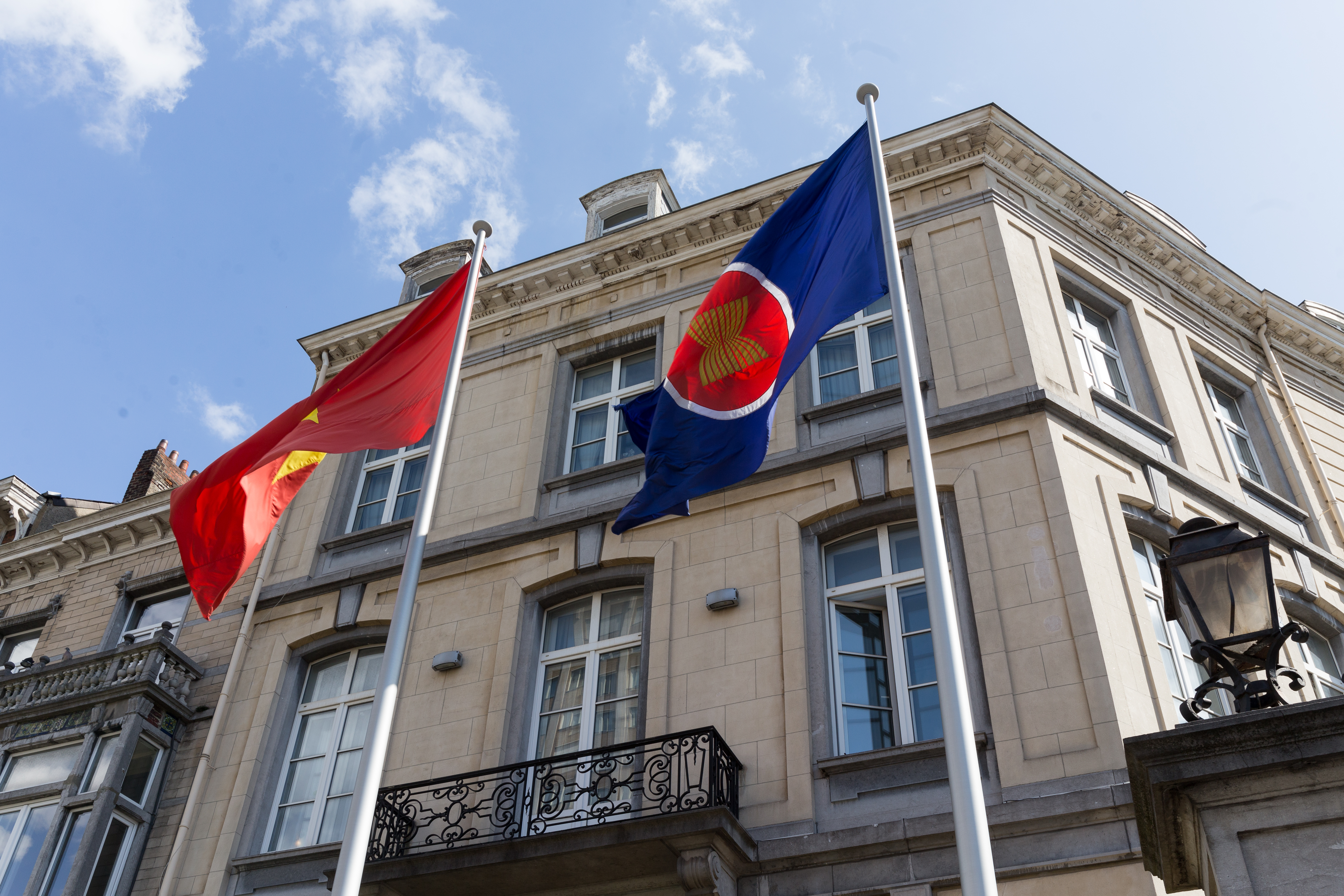
Прапор АСЕАН вивішений поруч із національним прапором В'єтнаму на посольстві В'єтнаму в Бельгії.

Співвідношення сторін прапора 2:3. Статут АСЕАН містить специфікації розмірів для використання прапора: 
- Настільний прапор: 10 см х 15 см
- Прапор кімнати: 100 см х 150 см
- Прапор автомобіля: 20 см х 30 см
- Польовий прапор: 200 см х 300 см

### Символізм
Офіційна символіка прапора деталізована в Статуті АСЕАН. Синій символізує мир і стабільність, червоний символізує мужність і динамізм, білий символізує чистоту, а жовтий символізує процвітання. 
Стебла символізують десять членів АСЕАН .
Кольори прапора – синій, червоний, білий і жовтий – представляють основні кольори національних прапорів усіх десяти держав-членів АСЕАН. 

## Історія
Попередній прапор АСЕАН був схожий на нинішній - на ньому було п'ять стебел рису, що символізували п'ять членів-засновників, і слово ASEAN, написане під стеблами. Фон був білим замість синього, рамка кола разом зі словом ASEAN була блакитною, а коло яскраво-жовтим . Самі стебла були золотисто-коричневого кольору.

## Зовнішні посилання
- АСЕАН - Офіційний опис прапора
- Статут АСЕАН
- Прапор світу - опис на FotW разом з історією